# Dianne de Leeuw
Dianne de Leeuw, född 19 november 1955 i Orange i Kalifornien, är en nederländsk före detta konståkare.
Leeuw blev olympisk silvermedaljör i konståkning vid vinterspelen 1976 i Innsbruck.